# Amares
Amares (ɐ'maɾɨʃ) è un comune portoghese di 18 521 abitanti situato nel distretto di Braga.

## Società

### Evoluzione demografica
| 1801 | 1849 | 1900  | 1930  | 1960  | 1981  | 1991  | 2001  | 2004  |
| 5411 | 8030 | 12746 | 13878 | 16845 | 16478 | 16715 | 18521 | 19290 |

## Suddivisioni amministrative
Dal 2013 il concelho (o município, nel senso di circoscrizione territoriale-amministrativa) di Amares è suddiviso in 16 freguesias principali (letteralmente, parrocchie).

### Freguesias
1. Amares: Amares, Figueiredo
2. Caldelas: Caldelas, Paranhos, Sequeiros,
3. Ferreiros: Ferreiros, Prozelo, Besteiros
4. Torre: Torre, Portela
5. Vilela: Vilela, Seramil, Paredes Secas
6. Barreiros
7. Bico
8. Bouro (Santa Maria)
9. Bouro (Santa Marta)
10. Caires
11. Carrazedo
12. Dornelas
13. Fiscal
14. Goães
15. Lago
16. Rendufe